# Åsaka, Falköpings kommun
Åsaka är kyrkbyn i Vartofta-Åsaka socken i Falköpings kommun i Västergötland, belägen sydost om Vartofta.  
I byn ligger Vartofta-Åsaka kyrka.